# 와카쇼요
와카쇼요(1966년 3월 8일 - )는 일본 스모 선수 출신의 킥복싱 선수, 종합격투기 선수다.

## 정보
주 베이스는 스모다. 키는 203cm에 체중은 169kg라는 거대한 체격이다. 스모 선수로 지내다가 이종격투기 선수로 전향을 했고 최근에는 주로 종합격투기로써 전적을 쌓고 있지만 그다지 실적이 좋지 않다. 그가 소속한 팀은 팀 파온에 소속하고 있다.

## 생애

### 출생
와카쇼요(영어: Wakashoyo), (일본어: 若翔洋[わかしょうよ]) 1966년 3월 8일 일본 도쿄 출생으로, 본명은 바바구치 요이치(영어: Yoichi Babaguchi), (한자, 일본어: 馬場口 洋一[ばばぐち よういち])다. 스모 출신으로 K-1 데뷔무대인 잠시 얼굴을 비춰 2005 서울GP 8강전에서 최홍만에게 패한 바 있다.

### 입식 격투 전적
- 1전 0승 1패 (0 KO)

| 경기일자        | 상대   | 결과 | 내용           | 대회                      |
| --------------- | ------ | ---- | -------------- | ------------------------- |
| 2005년 3월 19일 | 최홍만 | 패   | 1R 1분 42초 KO | K-1 월드 GP 2005 in seoul |

### 종합 격투 전적
- 6전 1승 4패 1무(1 KO)

| 경기일자         | 상대              | 결과   | 내용            | 대회                                 |
| ---------------- | ----------------- | ------ | --------------- | ------------------------------------ |
| 2008년 5월 24일  | 카와구치 유스케   | 패     | 1R 16초 TKO     | Deep - Megaton Gp 2008 Semifinal     |
| 2008년 3월 29일  | 츠루카메 킨타로   | 승     | 1R 1분 22초 KO  | Deep - Megaton Gp 2008 Opening Round |
| 2007년 2월 17일  | 와타나베 켄고     | 패     | 1R 20초 TKO     | GCM - Cage Force EX Western Round    |
| 2006년 5월 3일   | 하마나카 카즈히로 | 패     | 1R 1분 22초 KO  | K-1 Hero's 5                         |
| 2005년 12월 11일 | 니시다 소우이치   | 무승부 | Draw            | GCM - D.O.G.4                        |
| 2005년 7월 6일   | 피터 아츠         | 패     | 1R 1분 36초 TKO | Sammy Present HERO'S 2005            |

### 타이틀
그의 스모 타이틀은 원 대스모 세키와키(스모 3등급 타이틀)로 1개의 스모 타이틀을 보유한 바가 있다.